# Pierre Richard-Willm
Pierre Richard-Willm (Bayonne, 3 november 1895 - Parijs, 12 april 1983) was een Frans acteur. Tijdens zijn relatief korte filmcarrière (1930-1946) verscheen hij in een veertigtal films.  

## Leven en werk

### Jeugd
Na het voortijdig overlijden van zijn moeder op eenendertigjarige leeftijd werd de kleine Pierre opgevoed door zijn grootmoeder.
In 1911 was Richard-Willm nog een adolescent toen hij zijn allereerste toneelervaring opdeed in het Théâtre du Peuple in Bussang, een gemeente in Vosges.
In 1913-1914 volgde hij les aan l'École des beaux-arts de Nantes.

### Eerste Wereldoorlog
Tijdens de Eerste Wereldoorlog werd hij als militair ingezet. Tijdens de Vierde Slag om Ieper, meer bepaald aan het begin van de slachting bij de Kemmelberg (25 april 1918), werd Richard-Willm krijgsgevangen genomen. Hij werd in het gevangenenkamp van Dülmen opgesloten en werd pas in januari 1919 gerepatrieerd.

### Na de oorlog
Na de oorlog legde hij zich toe op het beeldhouwen. Hij nam deel aan de kunstwedstrijden op de Olympische Zomerspelen 1924 van Parijs. Hij verwezenlijkte een beeldenreeks die rugby en kunstschaatsen als thema had.

### Toneelacteur
Hij begon vanaf 1921 kleine rollen te spelen in toneelstukken. In 1925 maakte hij zijn echt debuut in het prestigieuze Parijse Théâtre de l'Odéon. Hij werd door actrice en ballerina Ida Rubinstein uitgekozen om naast haar (zij vertolkte de titelrol) te verschijnen in haar theaterversie van La Dame aux Camélias, de beroemde novelle van Alexandre Dumas fils. Andere toonaangevende rollen in het Théâtre de l'Odéon volgden. 

### Filmacteur
Na ruim vijf jaar in de toneelwereld maakte Richard-Willm zijn filmdebuut in het drama Toute sa vie (1930).
Zijn doorbraak had hij vier jaar later te danken aan het drama Le Grand Jeu dat heel wat succes oogstte. 
Nog eens negen jaar later bezorgde de titelrol in het drama Le Comte de Monte-Cristo, een van de kassuccessen van 1943, hem zijn beroemdste vertolking.
Belangrijke vooroorlogse cineasten als Marcel L'Herbier, Raymond Bernard, Jacques Feyder, Julien Duvivier, Marc Allégret, Max Ophüls en Jacques Tourneur mochten op zijn talent en présence rekenen. 

#### Typecasting in romantische rollen, vooral in drama's
Hij werd dikwijls getypecast in romantische rollen van minnaars, hartenbrekers, helden en avonturiers. Hij voelde zich niet altijd op zijn gemak in die rollen. Hoe dan ook  ontmoette hij in die hoedanigheid altijd jonge(re) (heel dikwijls gehuwde) en (min of meer) mysterieuze vrouwen die niet altijd beschikbaar waren zoals 
- Annabella in de misdaadfilm Autour d'une enquête (1931) en in de drama's Les Nuits moscovites (1934) en Anne-Marie (1936),
- Gina Manès in het drama Sous le casque de cuir (1932),
- Natalia Palej in het melodrama L'Épervier (1933),
- Marie Bell in het drama Le Grand Jeu (1934),
- Madeleine Ozeray in het drama La Maison dans la dune (1934),
- Käthe von Nagy in het drama La Route impériale (1935),
- Jany Holt in de actiefilm Courrier Sud (1937) en in het romantisch drama La Fiancée des ténèbres (1945),
- Annie Vernay in de drama's Tarakanowa (1938) en Le Roman de Werther (1938),
- Edwige Feuillère in de drama's Barcarolle (1935) en La Duchesse de Langeais (1942) en in de avonturenfilm La Dame de Malacca (1937) en
- Renée Saint-Cyr in het drama Le Beau Voyage (1947).

Hij speelde meer dan eens samen met Edwige Feuillère (4 films). Met haar keerde hij in 1940-1941 terug naar het toneelpodium om zijn rol weer op te nemen in La Dame aux camélias
Annabella verscheen drie keer naast hem. Voorts had hij Marie Bell, Jany Holt en Annie Vernay twee keer als vrouwelijke tegenspeler. Naast Madeleine Ozeray en Renée Saint-Cyr prijkten ook Michèle Morgan, Josette Day en Michèle Alfa een keer naast hem op de affiche.

#### Typische rollen
Richard-Willm belichaamde dikwijls militairen (officier, kolonel, kapitein (4), luitenant) en aristocraten (prins, graaf (4), markies). Hij kroop eveneens graag in de huid van literaire hoofdpersonages. Vermeldenswaardig in dat verband zijn zijn vertolking van
- de ex-bokser en fraudeur Sylvain in het drama La Maison dans la dune (1934), naar de gelijknamige eerste roman van Maxence Van der Meersch,
- de gedoemde en te gulzige zakenman-bankier Aristide Rougon (Saccard) in het drama L'Argent (1936), naar de gelijknamige naturalistische roman van Émile Zola,
- de piloot Jacques Bernis in de actiefilm Courrier Sud (1937), naar de gelijknamige eerste roman van Antoine de Saint-Exupéry,
- de romantische jonge dromer en idealist Werther in het drama Le Roman de Werther (1938), naar de briefroman Die Leiden des jungen Werthers van Goethe,
- de markies de Montriveau in het drama La Duchesse de Langeais (1942), naar de gelijknamige roman van Honoré de Balzac,
- dokter Pascal Rouvray in het drama La Croisée des chemins (1942), naar de gelijknamige roman van Henry Bordeaux,
- de jonge marineofficier Edmond Dantès, de toekomstige graaf van Monte-Cristo, in het drama Le Comte de Monte-Cristo (1943), naar de gelijknamige roman van Alexandre Dumas père.

Voorts droeg hij twee keer de eretitel lord, en belichaamde hij ook een miljonair, diplomaat, advocaat, componist Franz Liszt, een pianist virtuoos, uitvinder, berggids, gokker en, zoals hierboven aangehaald, een dokter, piloot, zakenman-bankier en fraudeur.

### Terug naar het theater
In 1946 besloot Richard-Willm een punt te zetten achter zijn filmcarrière om terug te keren naar de wereld van het theater. Hij vestigde zich in Bussang om er gedurende vijfentwintig jaar (1946-1971) de leiding te nemen van het Théâtre du Peuple, het theater(gezelschap) waar het voor hem ooit allemaal begon. Hij ontpopte er zich als een compleet artiest die zowel artistiek directeur was als regisseur, pianist en decorateur.

### Privéleven
Pierre Richard-Willm is heel zijn leven vrijgezel gebleven. 
Hij overleed in 1983 op 87-jarige leeftijd. Hij rust op de begraafplaats van Bussang.

## Filmografie (ruime selectie)
- 1930 - Toute sa vie (Alberto Cavalcanti)
- 1931 - Les Vacances du diable (Alberto Cavalcanti)
- 1931 - Autour d'une enquête (Robert Siodmak en Henri Chomette)
- 1932 - Le Petit Écart (Reinhold Schünzel en Henri Chomette)
- 1932 - Sous le casque de cuir (Albert de Courville)
- 1933 - Pour être aimé (Jacques Tourneur)
- 1933 - La Fille du régiment (Pierre Billon en Carl Lamac)
- 1933 - L'Épervier (Marcel L'Herbier)
- 1934 - La Maison dans la dune (Pierre Billon)
- 1934 - Le Grand Jeu (Jacques Feyder)
- 1934 - Les Nuits moscovites (Alexis Granowsky)
- 1935 -  Stradivarius (Géza von Bolváry en Albert Valentin)
- 1935 - Barcarolle (Gerhard Lamprecht en Roger Le Bon)
- 1935 - La Route impériale (Marcel L'Herbier)
- 1936 - Anne-Marie (Raymond Bernard)
- 1936 - L'Argent (Pierre Billon)
- 1937 - Courrier Sud (Pierre Billon)
- 1937 - Un carnet de bal (Julien Duvivier)
- 1937 - La Dame de Malacca (Marc Allégret)
- 1937 - Yoshiwara (Max Ophüls)
- 1937 - Au service du tsar (Pierre Billon)
- 1938 - Le Roman de Werther (Max Ophüls)
- 1938 - La Tragédie impériale (Marcel L'Herbier)
- 1938 - Tarakanowa (Fédor Ozep)
- 1939 - La Piste du nord (La Loi du Nord) (Jacques Feyder)
- 1939 - Entente cordiale (Marcel L'Herbier)
- 1942 - La Duchesse de Langeais (Jacques de Baroncelli)
- 1942 - La Croisée des chemins (André Berthomieu)
- 1943 - Le Comte de Monte-Cristo (Robert Vernay)
- 1945 - La Fiancée des ténèbres (Serge de Poligny)
- 1947 - Le Beau Voyage (Louis Cuny)

## Publicatie
- Pierre Richard-Willm: Loin des Étoiles, souvenirs et dessins (autobigrafie), Belfond, 1975

- Bibliothèque nationale de France: cb11921876z (data)
- Gemeinsame Normdatei: 173344763
- International Standard Name Identifier: 0000 0000 5472 7433
- Library of Congress Control Number: no2008142028
- Nederlandse Thesaurus van Auteursnamen: 334154103
- Système universitaire de documentation: 027099024
- Virtual International Authority File: 76322057
- WorldCat: E39PBJfrQYpw86TfrdvytCjwG3